# Trois-Pistoles
Pour les articles homonymes, voir Trois-Pistoles (homonymie).
Trois-Pistoles est une ville canadienne au Québec, chef-lieu de la MRC des Basques, dans la région du Bas-Saint-Laurent.

## Toponymie
Son nom rappelle d'anciennes pièces de monnaie du XVIe siècle, les pistoles. La ville, cependant, sera dénommée Jean Rioux, en association avec le patronyme seigneurial, pendant tout le régime français, entre 1696 et 1763. Le nom Trois-Pistoles vient de l'ancienne monnaie du temps de Champlain. Trois-Pistoles est à cinq kilomètres au large de l'île aux Basques,.

## Histoire

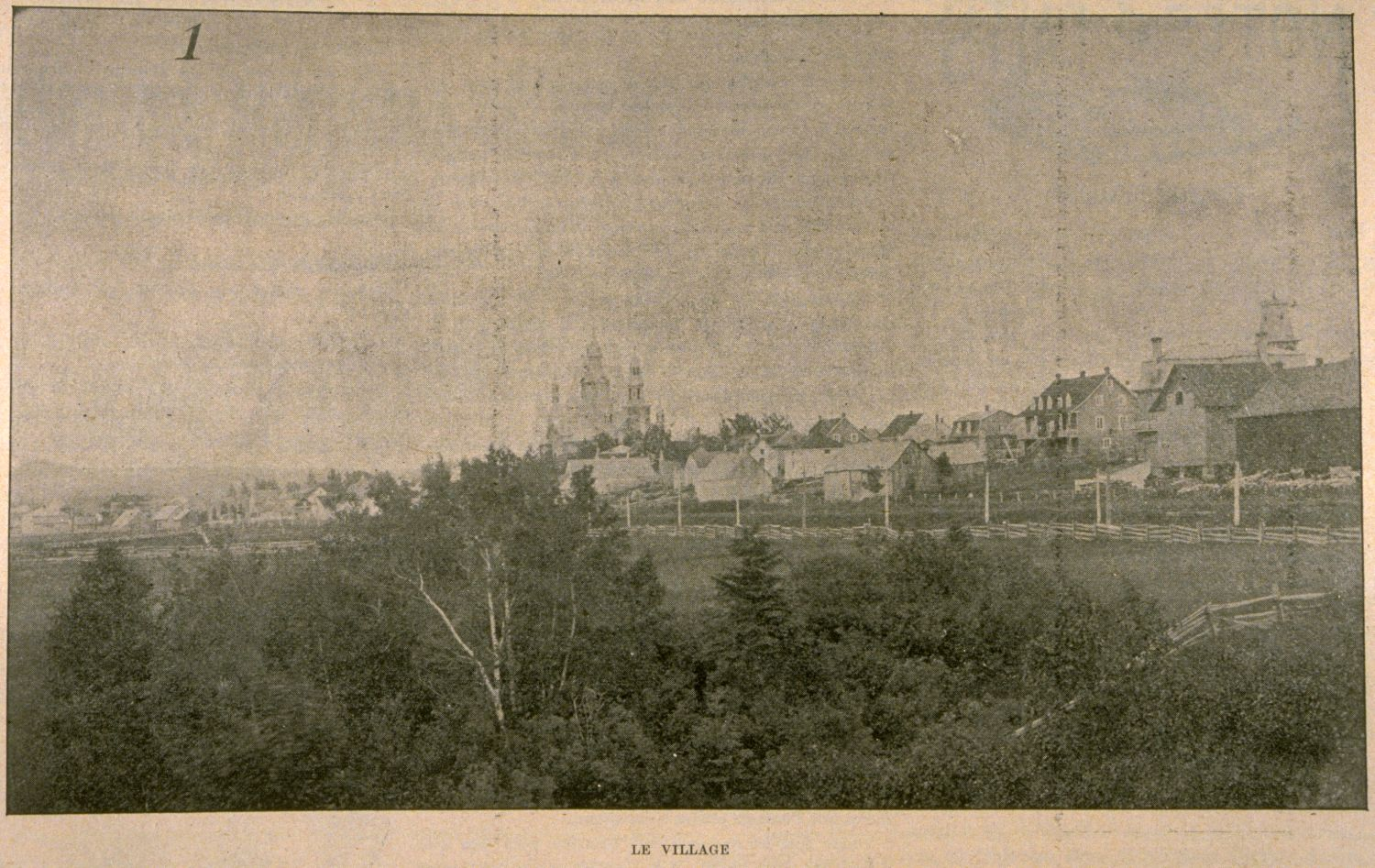
Village de Trois-Pistoles, 1896

La seigneurie de Trois-Pistoles est octroyée à Denis de Vitré en 1687. La mission est dirigée par des prêtres de Kamouraska jusqu'en 1783, puis par des missionnaires de 1783 jusqu'à l'arrivée du premier prêtre résident en 1806.

### Héraldique
| Crescam (Je croîtrai) |
| --------------------- |

| L'écu de Trois-Pistoles se blasonne ainsi : D’azur à une nef d’argent, habillée du deuxième, voguante sur une mer de même, ombrée du premier, sur le tout, une bande de gueules, chargée de trois besants d’or. |

## Géographie
La municipalité implantée sur les berges de la rivière des Trois Pistoles est enclavé dans Notre-Dame-des-Neiges.

## Démographie

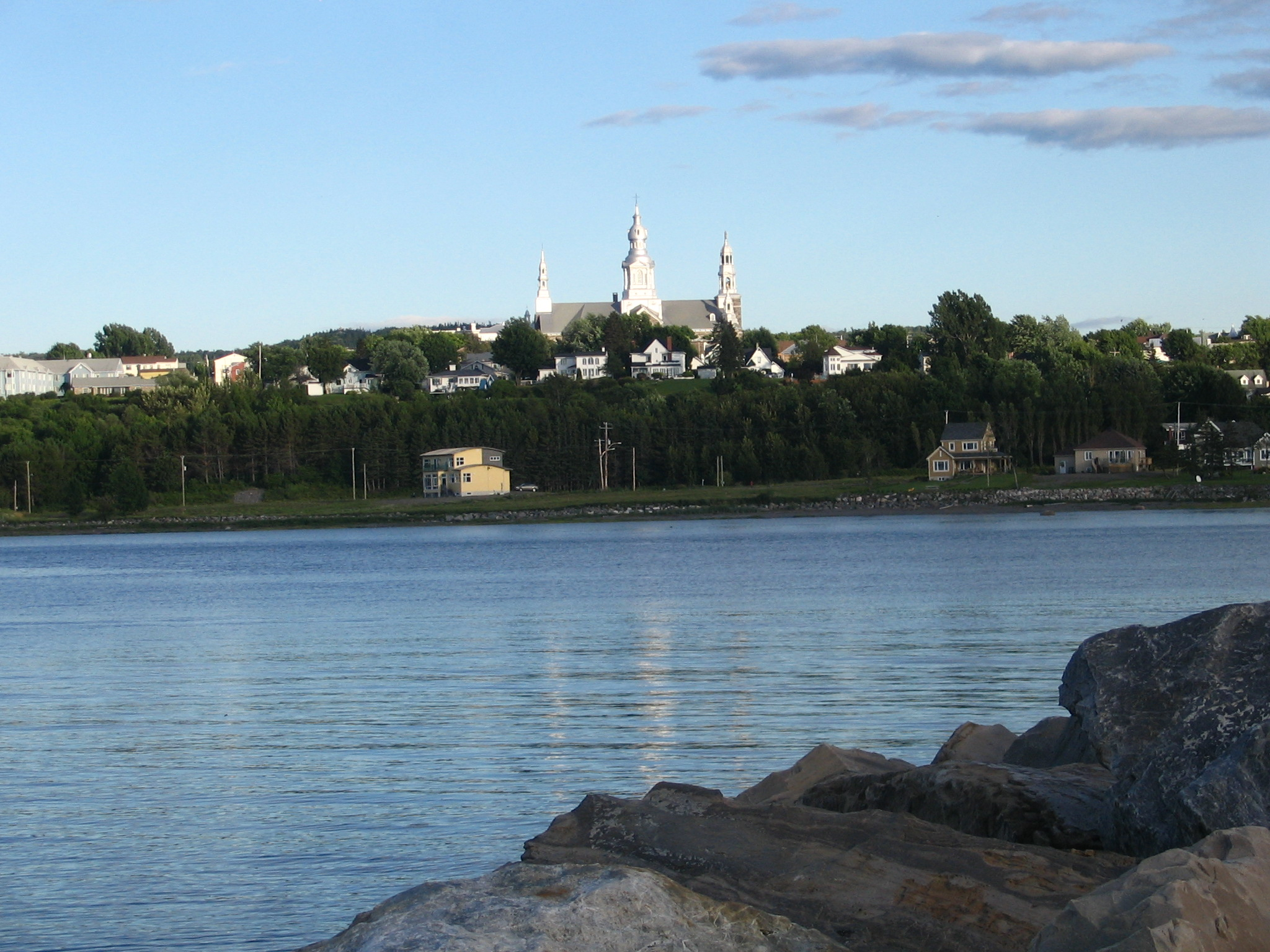
Ville de Trois-Pistoles en août 2007.

| 1996  | 2001  | 2006  | 2011  | 2016  | 2021  |
| ----- | ----- | ----- | ----- | ----- | ----- |
| 3 607 | 3 635 | 3 500 | 3 456 | 3 246 | 3 115 |

## Administration
Le Conseil municipal de Trois-Pistoles est composé du maire de la ville et de 6 conseillers municipaux.
Les séances publiques du Conseil municipal ont lieu tous les deuxièmes lundis du mois. Les citoyens de la ville peuvent librement assister aux séances.
Des rencontres de travail du Conseil de ville se déroulent tous les lundis. Enfin, des rencontres sporadiques au cours de la semaine composent aussi l'agenda du Conseil municipal de Trois-Pistoles.
| Trois-Pistoles Maires depuis 2002                                                                                     |                   |         |          |
| Élection | Maire             | Qualité | Résultat |
| 2002 | Jean-Pierre Rioux |         | Voir     |
| 2005 | Jean-Pierre Rioux | Voir    |          |
| 2009 | Jean-Pierre Rioux | Voir    |          |
| 2013 | Jean-Pierre Rioux | Voir    |          |
| 2017 | Jean-Pierre Rioux | Voir    |          |
| 2021 | Philippe Guilbert |         | Voir     |
| Élection partielle en italique Depuis 2005, les élections sont simultanées dans toutes les municipalités québécoises. |                   |         |          |

### Représentation fédérale
La ville de Trois-Pistoles fait partie de la circonscription fédérale de Rimouski—La Matapédia. Un député est donc élu au Parlement du Canada pour représenter Trois-Pistoles de même que toute la circonscription fédérale. Actuellement, le député pour Trois-Pistoles est Maxime Blanchette-Joncas.

### Représentation provinciale
Trois-Pistoles fait partie de la circonscription électorale provinciale de Rivière-du-Loup–Témiscouata,. Un député est donc élu au Parlement du Québec pour représenter la circonscription. Actuellement le député provincial pour Trois-Pistoles est Denis Tardif (CAQ),.

### Jumelages
En mai 2024, la commune de Trois-Pistoles se jumelle avec l'association « Rive du Dropt » qui regroupe sept communes françaises de la Dordogne et de Lot-et-Garonne (Cahuzac, Castillonnès, Lalandusse, Lauzun, Moustier, Ribagnac et Rouffignac-de-Sigoulès).

## Patrimoine

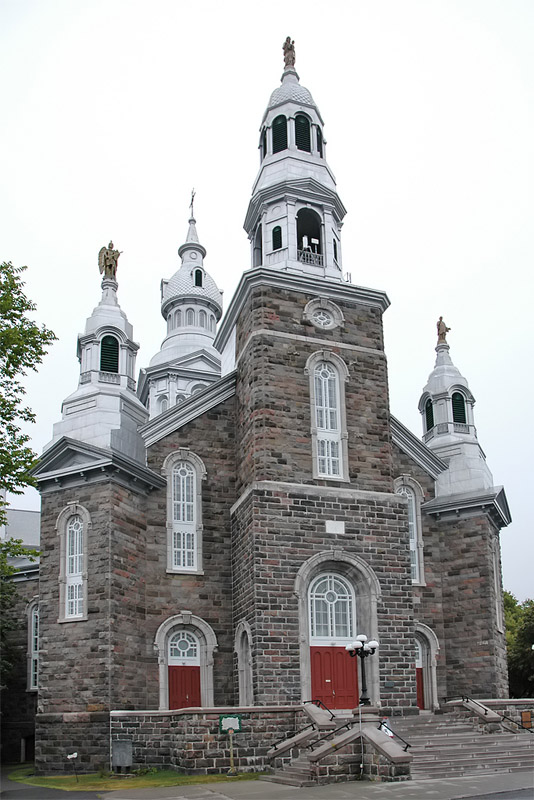
Église Notre-Dame-des-Neiges de Trois-Pistoles en août 2012.

L'église de Trois-Pistoles, Notre-Dame des Neiges, est réputée pour ses cinq clochers dominant l'estuaire du Saint-Laurent, son décor intérieur raffiné, de marque ultramontaine, et ses styles architecturaux diversifiés. Sa résidence seigneuriale, le manoir Rioux-Belzile, est classé au niveau du Gouvernement de la province de Québec et du Gouvernement du Canada.
L'église est classé comme un bien immobilier patrimonial, lui octroyant une protection légale. Cette protection s'étend à tous les éléments tant extérieurs qu'intérieurs de l'église et de la chapelle-sacristie, ainsi qu'aux structures extérieures du presbytère et du chemin couvert, et comprend également le terrain et ses aménagements. L'intérêt patrimonial provient de sa valeur historique. Érigée de 1882 à 1887, elle est le cinquième lieu de culte construit à Trois-Pistoles. L'église Notre-Dame-des-Neiges témoigne d'un phénomène très répandu au Québec, soit la construction de plusieurs lieux de culte successifs dans une même paroisse à mesure que la population croît ou se déplace.

## Économie
La ville, comme la MRC, est en déclin démographique depuis plusieurs années. Depuis les nombreuses fermetures d'entreprise dans les années 1980 et 1990, la localité cherche à se repositionner sur le plan économique. Il y a des efforts pour développer le tourisme: Parc de l'Aventure basque, Traverse de l'île aux Basques ainsi que des activités culturelles (Théâtre d'été, Festival Les grandes gueules, Festival environnemental Échofête, Trois-Pistoles en chanson, etc.).

## Culture
Trois-Pistoles a été le lieu de tournage des téléromans L'Héritage et Bouscotte de l'écrivain Victor-Lévy Beaulieu. Il a aussi été le sujet de Le Notaire de Trois-Pistoles, un court-métrage documentaire de 1959. De même que du court métrage de fiction en réalité virtuelle Théâtre d'automne, de Mathieu Barrette.

## Attraits
Le parc de l'aventure basque en Amérique est un musée relatant la culture basque à Trois-Pistoles, situé près du quai municipal : ce parc loge l'unique fronton de pelote basque au Canada, utilisé par le club local.
La région est réputée pour ses sanctuaires d'oiseaux migrateurs à l'île aux Pommes et à l'ile aux Basques.
Un des attraits populaires de la ville de Trois-Pistoles est la Fromagerie des Basques, reconnue pour son fromage en grains.

## Galerie

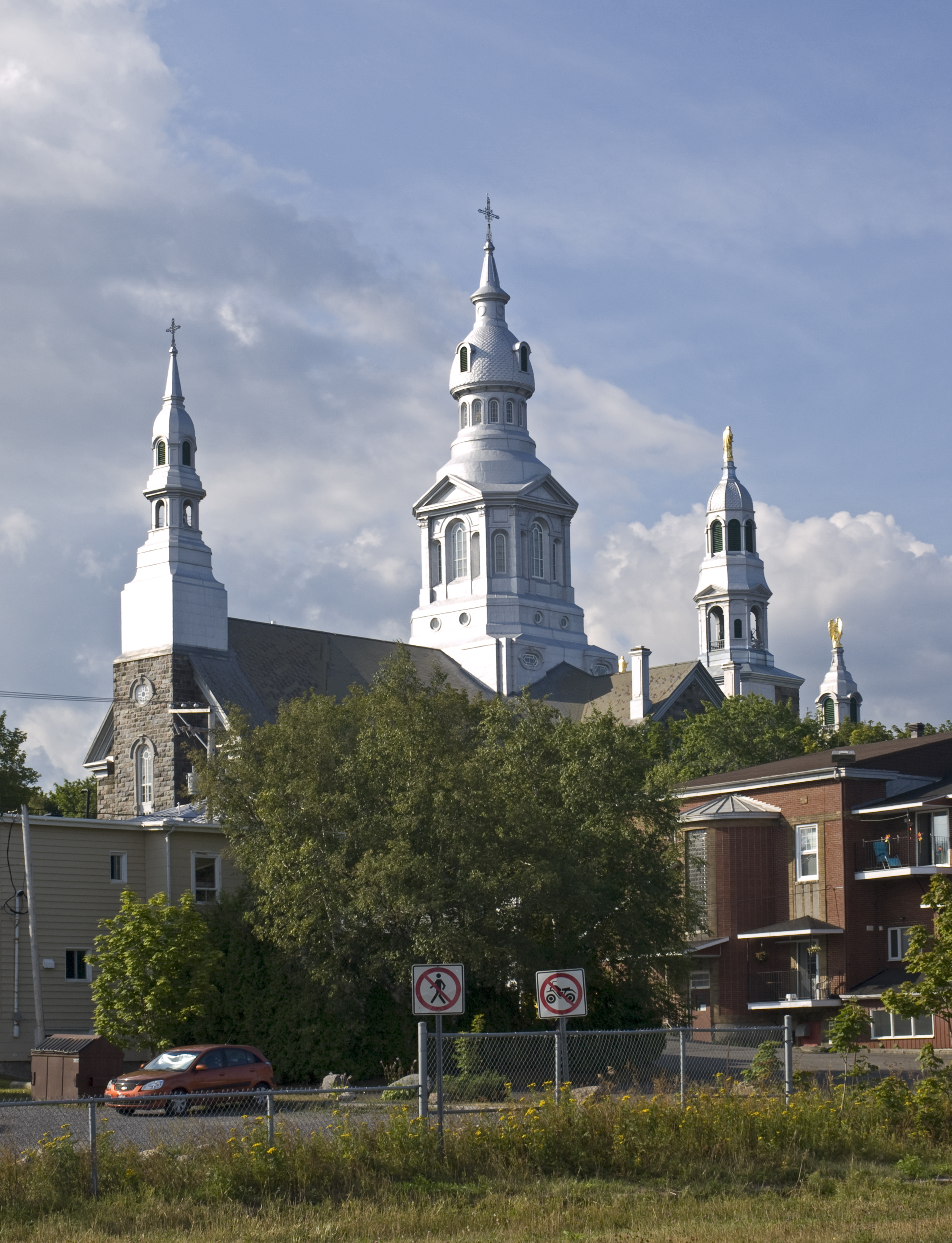
Église Notre-Dame-des-Neiges de Trois-Pistoles en août 2017.
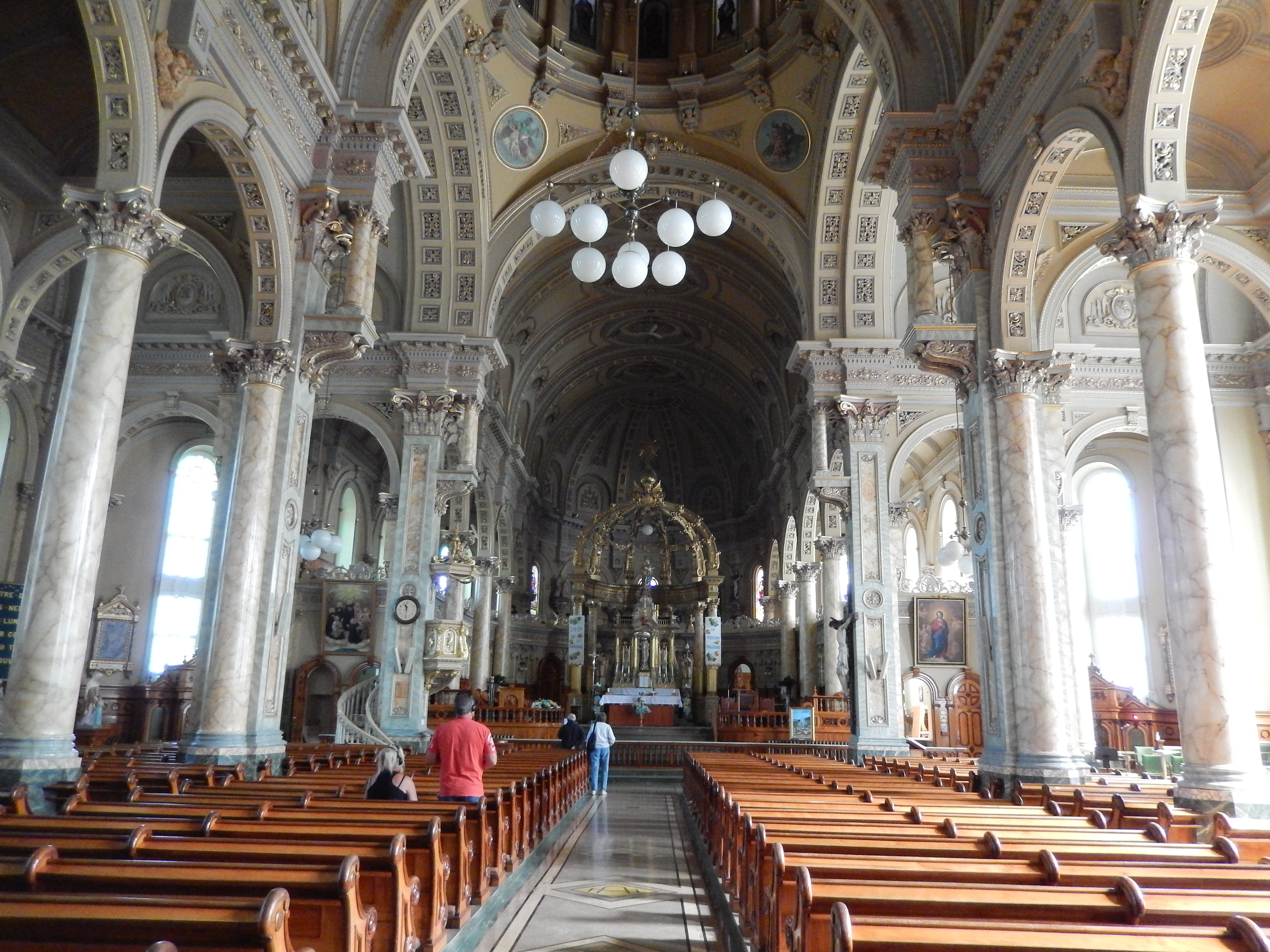
Intérieur de l'église Notre-Dame-des-Neiges de Trois-Pistoles en août 2017.
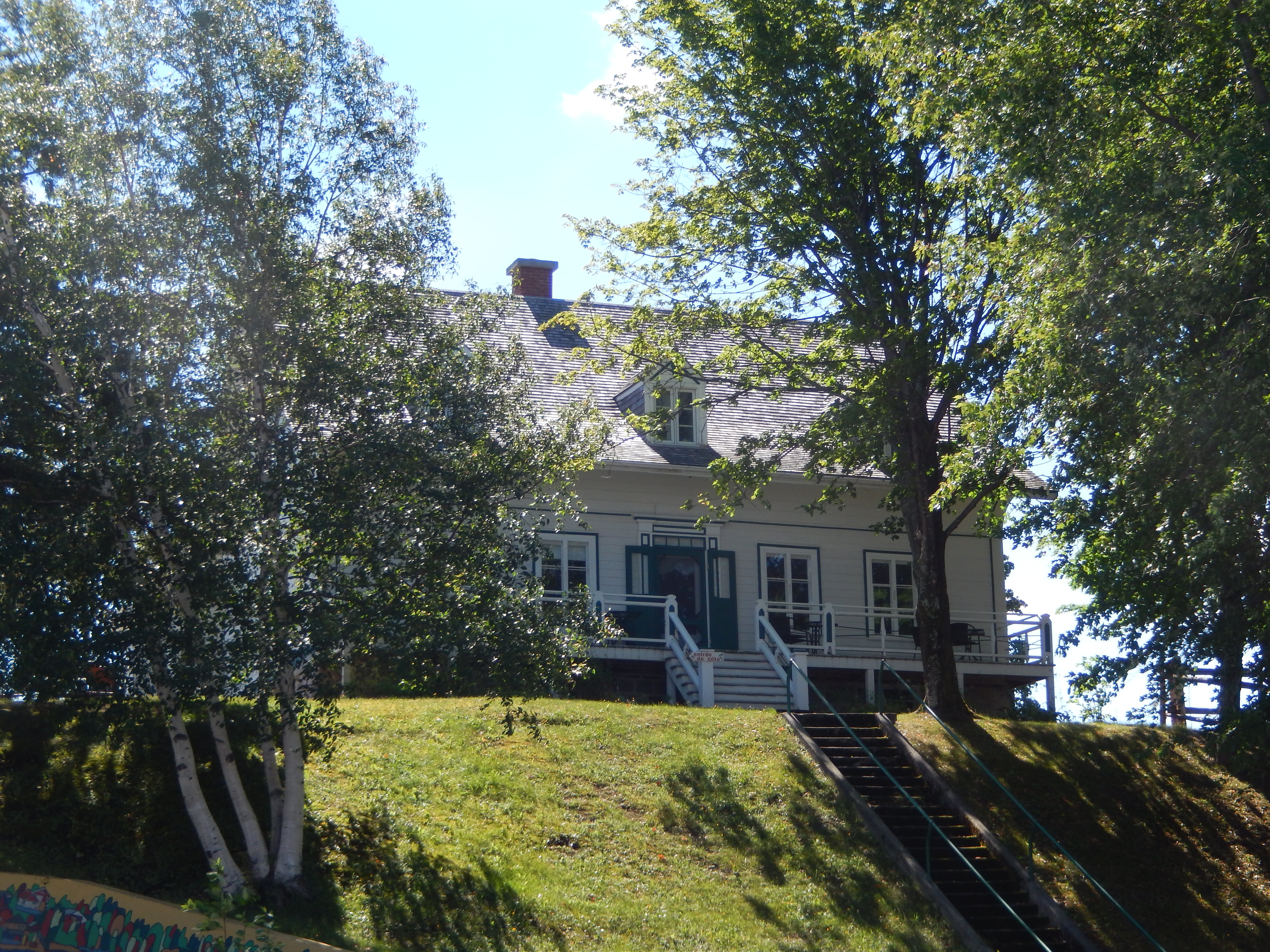
Maison du notaire à Trois-Pistoles en août 2017.
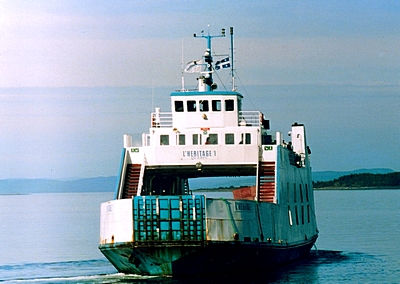
L'Héritage I [29] est le traversier entre Trois-Pistoles et Les Escoumins.
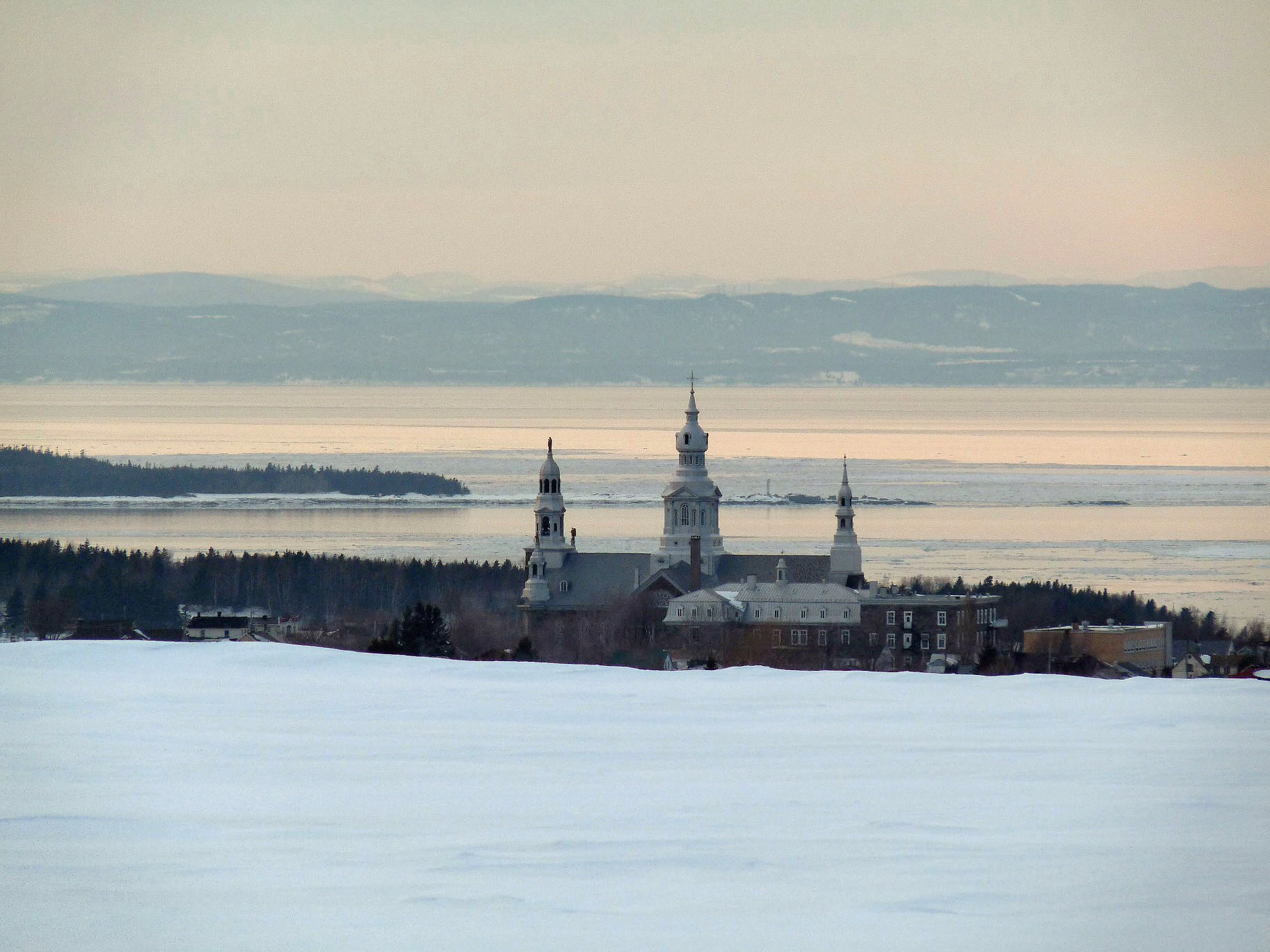
Trois-Pistoles en hiver avec l'île aux Basques en arrière-plan.
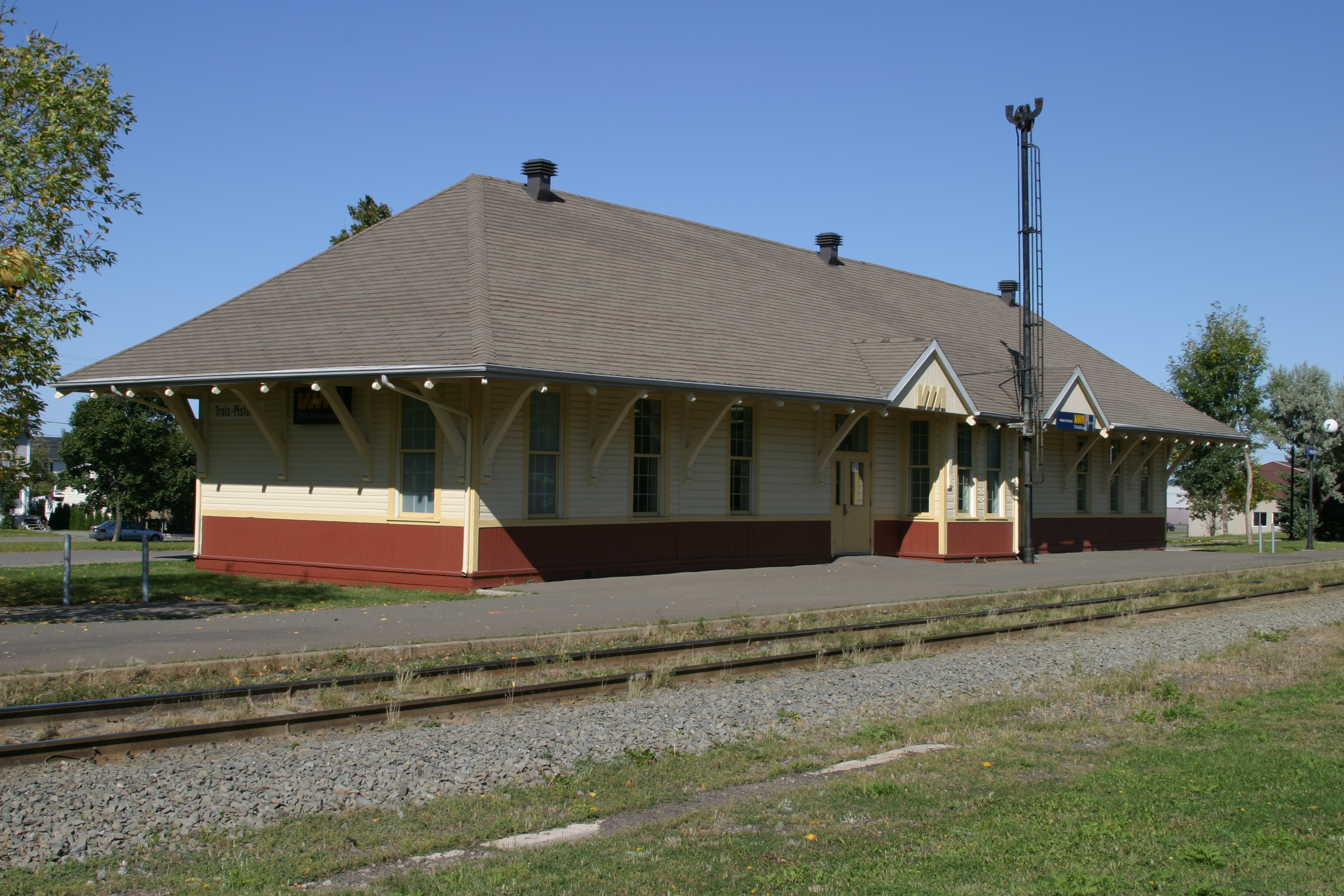
Gare de Trois-Pistoles en septembre 2003.